# Supernova (OOMPH!)
Supernova è l'unico singolo della band tedesca OOMPH!, estratto dal loro settimo album Ego. La copertina ritrae la bocca di Dero che urla.

## Tracce[1]
1. Supernova - 4:03
2. Viel zu tief - 3:43
3. Supernova (Space Jazz Dub Men-Remix) - 5:02

### Remix non contenuti nel singolo
- Supernova (Memphis Mix)
- Supernova (Instrumental)